# Bakwa
Pour la subdivision administrative en Afghanistan, voir Bakwa (district).
Bawka est un village du Cameroun situé dans l’arrondissement (commune) de Njikwa, dans le département de Momo et dans la Région du Nord-Ouest.

## Géographie

### Climat
Bakwa possède un climat de savane avec hiver sec. La température moyenne annuelle est de 26,1 °C et les précipitations moyennes annuelles sont de 1 534,4 mm.

## Population
Lors du recensement de 2005, on a dénombré 936 habitants à Bakwa, dont 471 hommes et 465 femmes.